# Lorenzo Staelens
Lorenzo Jules Staelens (Lauwe, Bélgica, 30 de abril de 1964) es un exfutbolista y entrenador belga que se desempeñaba como centrocampista polivalente y se retiró en 2001 jugando para el Oita Trinita japonés.

## Clubes

### Como jugador
| Club           | País    | Año         |
| -------------- | ------- | ----------- |
| WS Lauwe       | Bélgica | 1982 - 1987 |
| KV Kortrijk    | Bélgica | 1987 - 1989 |
| Club Brujas    | Bélgica | 1989 - 1998 |
| RSC Anderlecht | Bélgica | 1998 - 2001 |
| Oita Trinita   | Japón   | 2001        |

### Clubes como entrenador
| Club                             | País    | Año         |
| -------------------------------- | ------- | ----------- |
| RE Mouscron                      | Bélgica | 2002 - 2003 |
| Eendracht Aalst                  | Bélgica | 2004        |
| KSV Roeselare (asistente)        | Bélgica | 2007 - 2008 |
| Cercle Brugge (asistente)        | Bélgica | 2008 - 2013 |
| Cercle Brugge                    | Bélgica | 2013 - 2014 |
| OMS Ingelmunster                 | Bélgica | 2015        |
| Royal Excel Mouscron (asistente) | Bélgica | 2016 - 2017 |
| KV Kortrijk (asistente)          | Bélgica | 2017 - 2018 |
| FC Knokke                        | Bélgica | 2018 - 2019 |
| KSC Lokeren (asistente)          | Bélgica | 2019        |